# Marian Trzebiński (malarz)

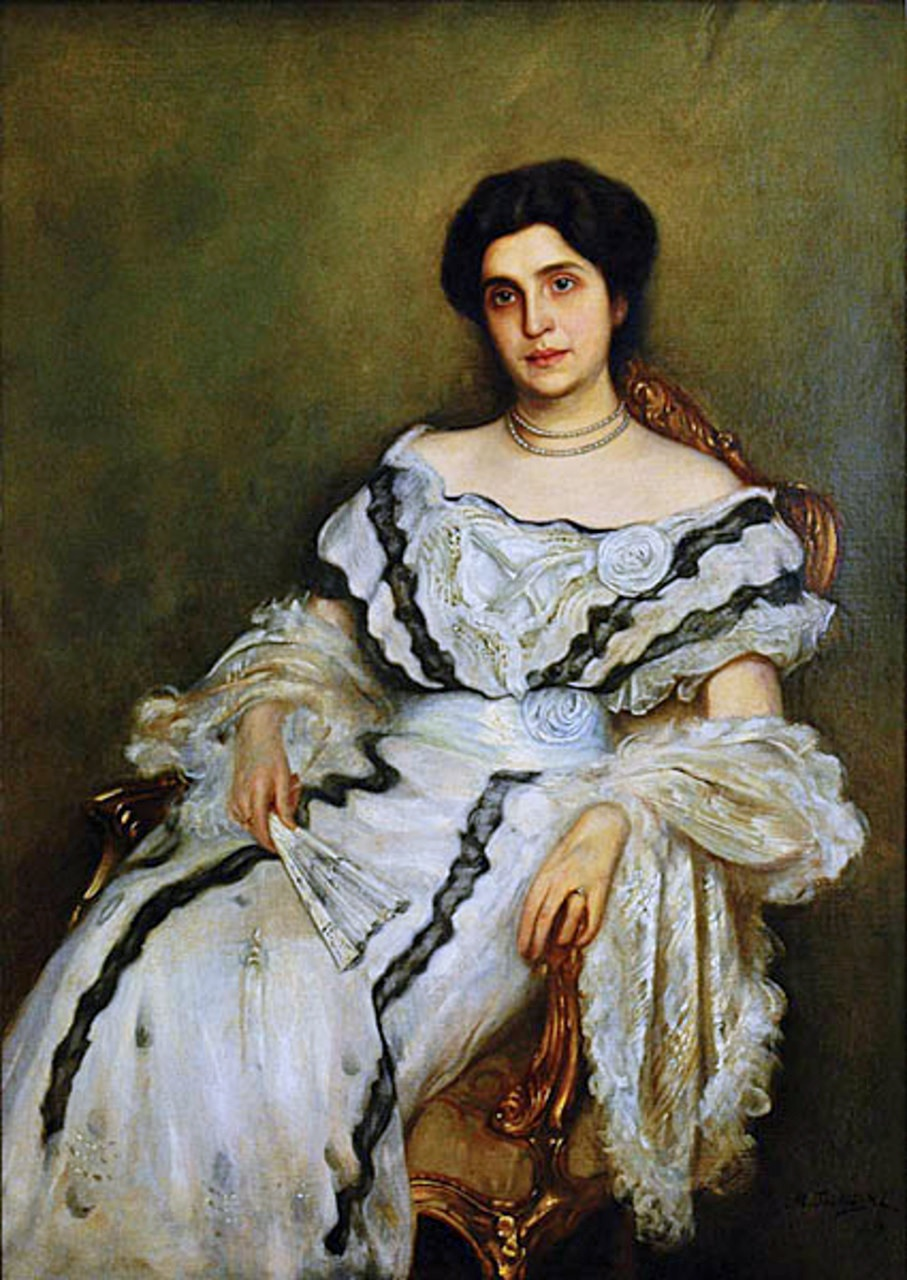
Portret damy, 1908

Marian Trzebiński (ur. 5 stycznia 1871 w Gąsinie, zm. 11 lipca 1942 w Warszawie) – polski malarz-akwarelista, i rysownik. Młodszy brat botanika Józefa Trzebińskiego.

## Życiorys
W latach 1883–1888 uczęszczał do gimnazjum w Siedlcach. Studiował w warszawskiej Szkole Rysunkowej u Wojciecha Gersona, w Krakowie u Teodora Axentowicza i Leona Wyczółkowskiego, w prywatnych szkołach w Monachium u Stanisława Grocholskiego i Antona Ažbego.
Po ukończeniu studiów pozostał początkowo w Monachium, gdzie stał się znanym akwarelistą.
Zajmował się głównie rysunkiem i akwarelą. Tworzył weduty, które były reprodukowane w formie pocztówek. Wystawiał m.in. w Warszawie w salonie Aleksandra Krywulta, salach „Zachęty” i Miejskiej Galerii Sztuki w Łodzi. 
Był współzałożycielem i pierwszym kustoszem otwartego w nowej siedzibie 18 lutego 1923 Muzeum w Lublinie. Jego akwarele były entuzjastycznie przyjmowane przez publiczność i chętnie reprodukowane przez prasę.
Odwiedził wiele miast polskich, utrwalając ich widoki głównie na akwarelach, w tym Lublin, Płock, Kamieniec Podolski, Krynicę. Podróżował również po Europie odwiedzając i utrwalając na swoich akwarelach m.in. Pragę, Wenecję, Rzym, Tivoli, Capri, Sorrento, Taorminę, Tunis.
Pozostawił pamiętniki, które w opracowaniu Macieja Masłowskiego ukazały się w wydawnictwie „Ossolineum” w 1958 roku.

## Ordery i odznaczenia
- Złoty Krzyż Zasługi – 10 listopada 1938 „za zasługi na polu sztuki”[3]

## Galeria

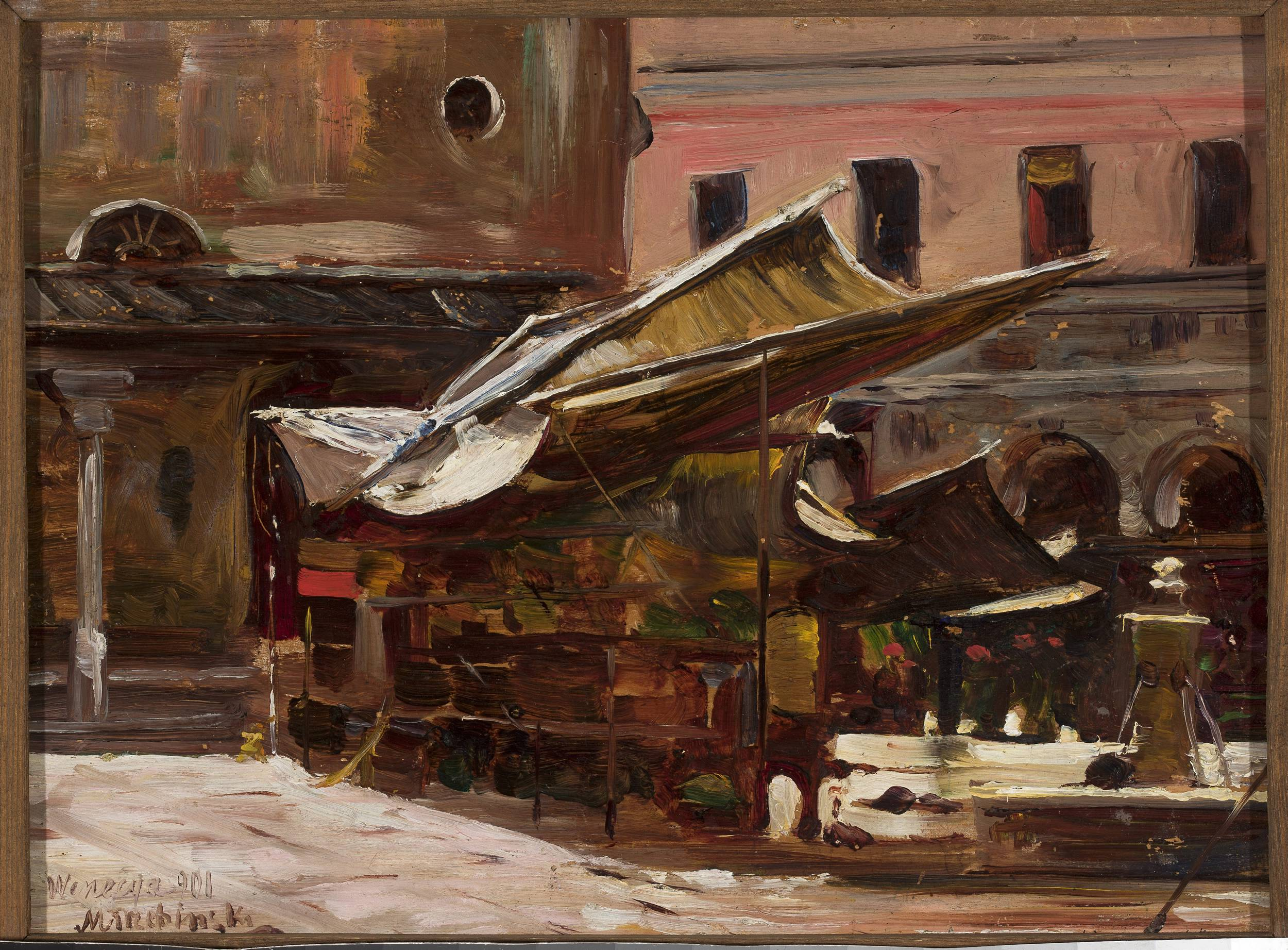
Fragment jarmarku we Włoszech - Wenecja, olej na desce, Muzeum Narodowe w Warszawie, 1901
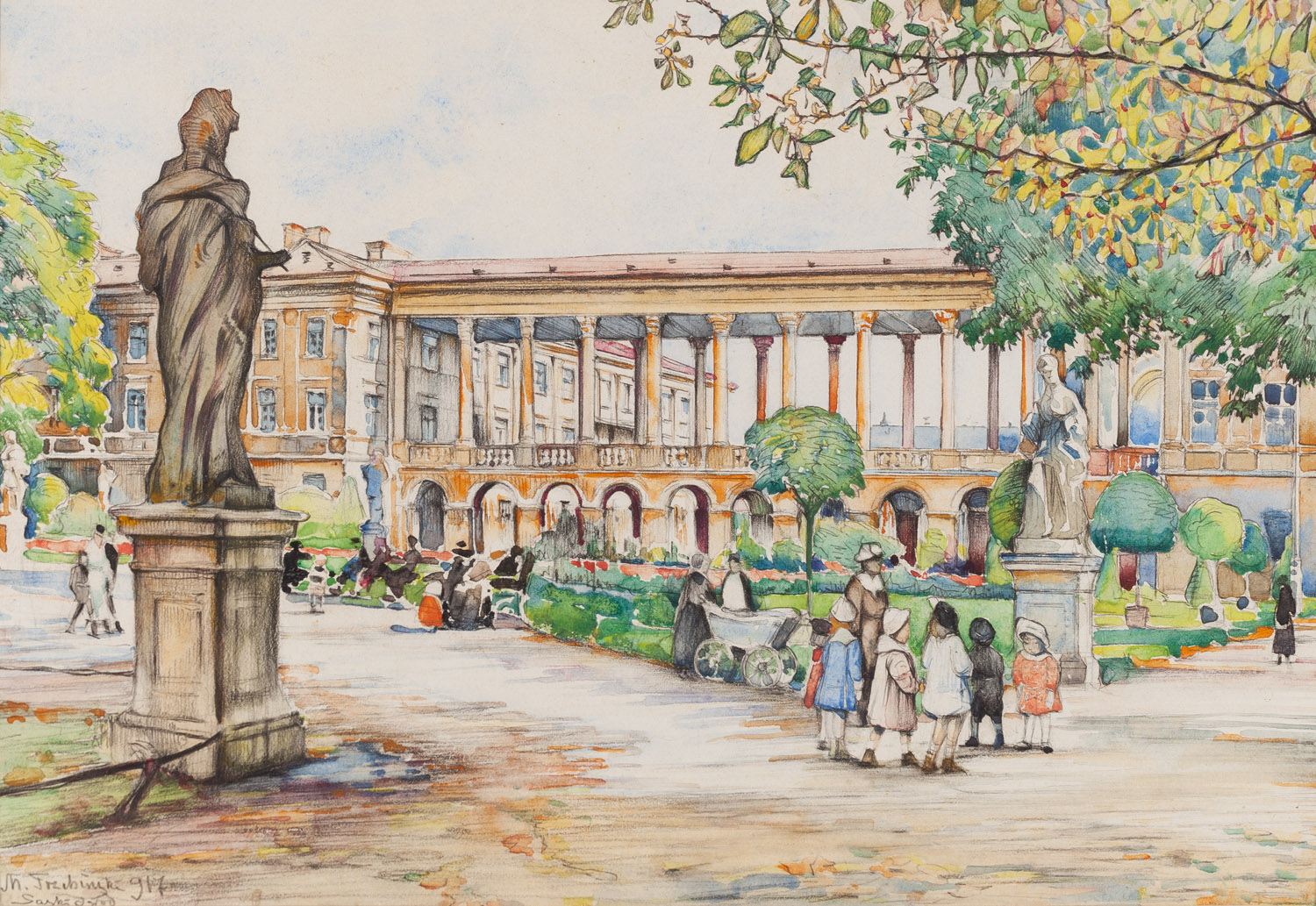
Pejzaż z Ogrodu Saskiego w Warszawie, akwarela, 1917
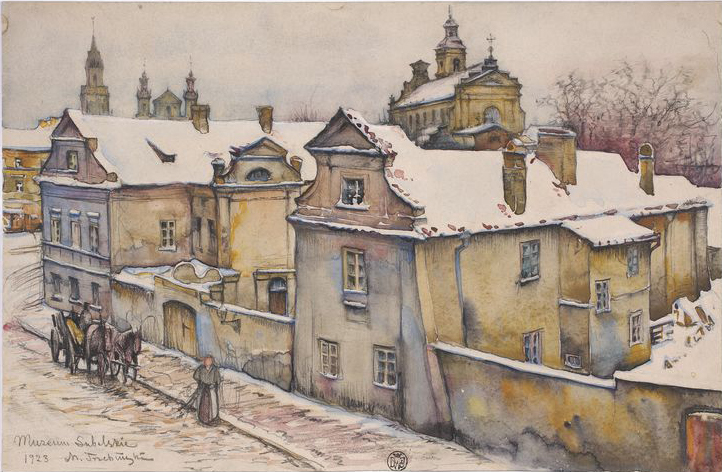
Widok siedziby Muzeum w Lublinie, 1923 – szkic zabudowy miejskiej, Muzeum Narodowe w Warszawie, nr ident. 122276 MNW
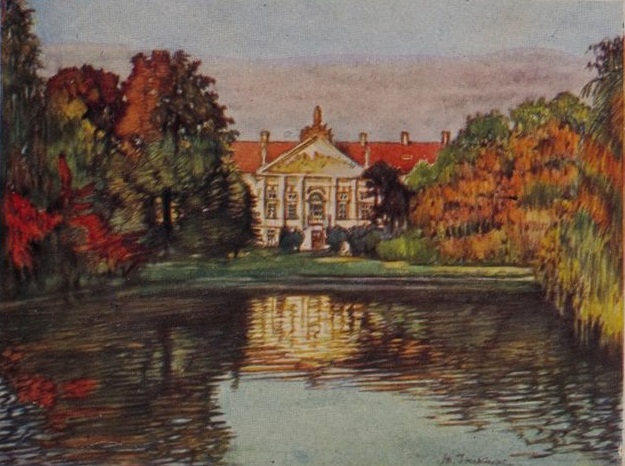
Pejzaż z Ogrodu Krasińskich z widokiem na Pałac Krasińskich w Warszawie, przed rokiem 1927
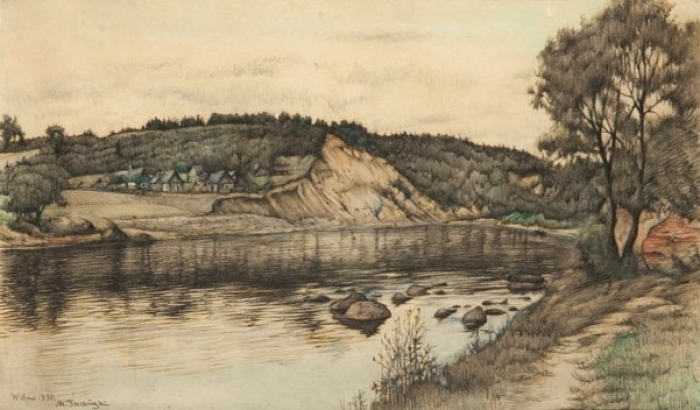
Rzeka Wilia pod Wilnem, pejzaż z 1930 roku
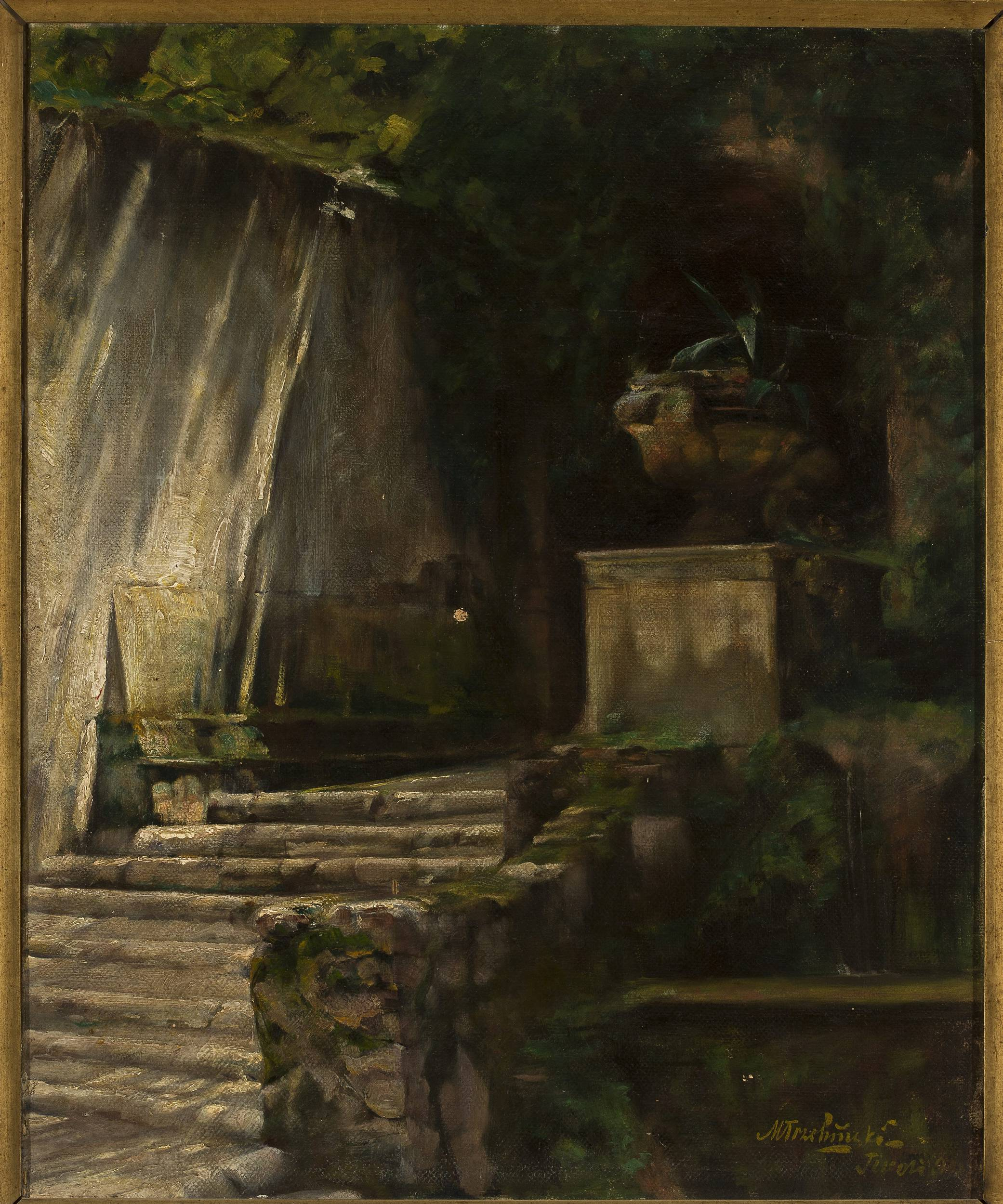
Fragment ogrodu w Tivoli, olej na płótnie, Muzeum Narodowe w Warszawie